# توفا
توفا (بالإنجليزية: Tuva)‏ هي إحدى الكيانات الفدرالية في روسيا.

## معلومات عن توفا
تتمتع جمهورية توفا بالحكم الذاتي في روسيا. وتقع في شمال آسيا بين سيبيريا ومنغوليا، عاصمتها مدينة كيزيل ويبلغ مساحتها 168,000 كم² وعدد سكانها نحو 310,000 نسمة، 80% منهم توفاويون من أسلافٍ كانوا يتكلمون اللغة الأتراكية وهي أسرة من اللغات تشمل التركية والتركمانية والأذربيجانية ولغات أخرى. ويقوم معظم السكان بتربية الماشية والحيوانات الأخرى. يشمل إنتاج المعادن في جمهورية توفا الأسبستوس (الحرير الصخري) والكوبالت، وأهم الصادرات الصوف وجلود الحيوانات.

## التاريخ
كان هذا الإقليم جزءاً من مملكة تشينغ حتى استقلاله عام 1914. أصبح الإقليم بعد ذلك محمية روسية في نفس العام. وبحلول عام عام 1921 أصبح الإقليم دولة تانو توفا المستقلة، ثم تعدل الاسم فيما بعد إلى توفا. وفي عام 1944م قام الاتحاد السوفيتي بضم توفا إليه. وبعد تفكك الاتحاد السوفيتي عام 1991 ظلت توفا إحدى الكيانات الفدرالية في جمهورية روسيا الاتحادية.

## نظام الحكم
تتمتع جمهورية توفا بحكم ذاتي تحت السيادة الروسية.

## الدين
ينتشر بين التوفيين ديانتان شائعتان: البوذية التبتية والشامانية. الزعيم الروحي الحالي للبوذية التبتية هو تينزن غياتسو، الدالاي لاما الرابع عشر. ففي سبتمبر 1992، زار تينزن غياتسو جمهورية توفا لمدة ثلاثة أيام، وفي 20 سبتمبر من العام نفسه، بارك وكرّس تينزن غياتسو علم توفا الأصفر-الأزرق-الأبيض الذي اعتُمد رسميًا قبل ثلاثة أيام.

## الموسيقى التوفية
إن الغناء الحلقي المنتشر لدى التوفيين هو ظاهرة فريدة من نوعها وصفوها لأول مرة في القرن التاسع عشر. ومما يميزه أن المغني يطلق ليس صوتا واحدا بل صوتين وحتى ثلاثة أصوات في آن واحد.

## أهم المدن و القرى
وتحوي المدن والقرى التالية: أكل-دوفوراك،
تشادان،
كيزيل،
شاغونور،
توران.

## وصلات خارجية
شرح بالأمثلة لغناء الحنجرة التوفي من طرف مجموعة ألاش الغنائية
عرض للألات الموسيقية التوفية عن طريق مجموعة ألاش الغنائية
موسيقى توفية على يوتيوب
الأركسترا الوطني التوفي
كونگارول أندار وهو يقوم باداء مقاطع من غناء الحنجرة التوفي على يوتيوب